# زیرسرده

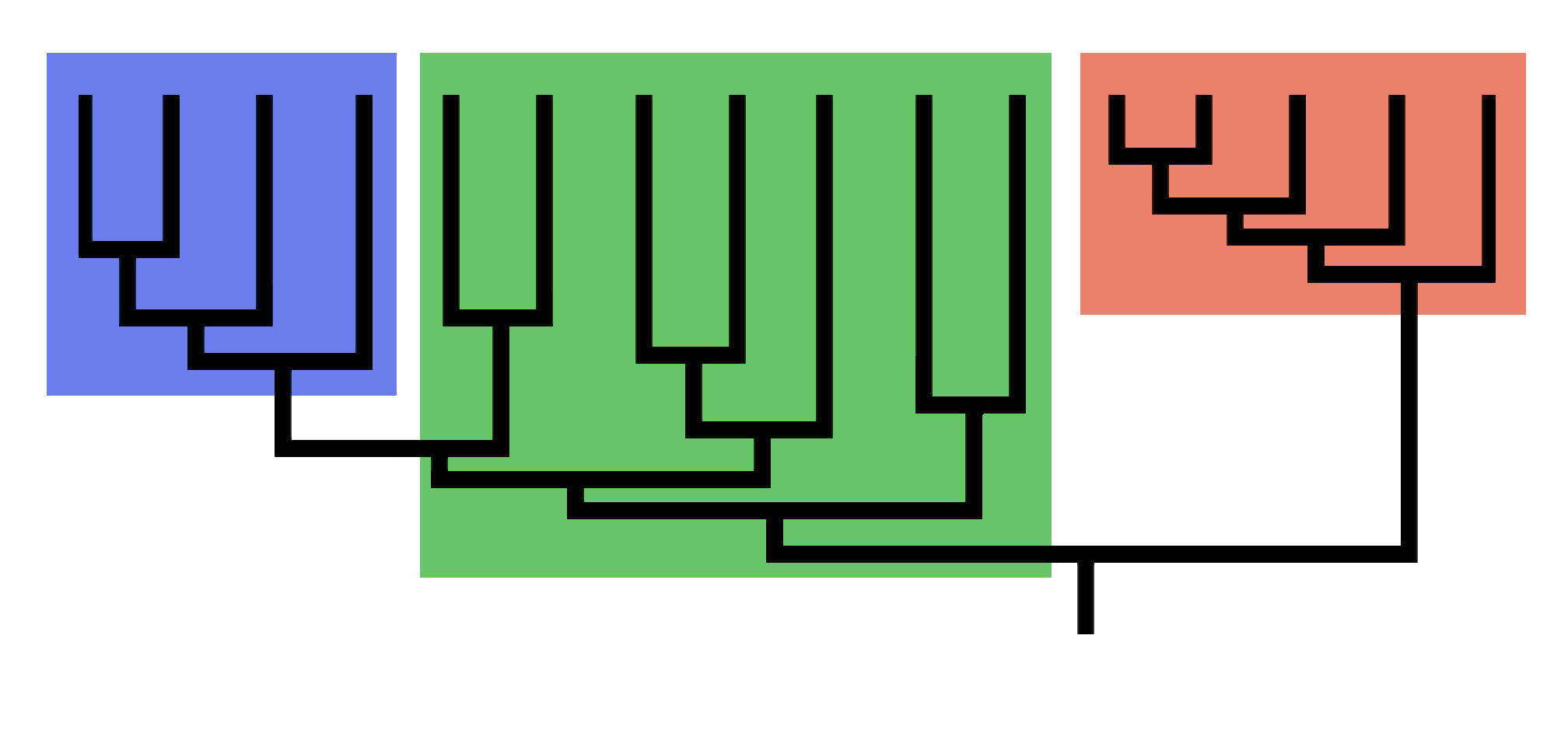
زیرسرده

زیرسرده (به انگلیسی: Subgenus) زیربخشی از یک سرده است که یک یا تعداد بیشتری گونه یک سرده را در برمی‌گیرد. این گونه‌ها از نظر برخی ویژگی‌ها با دیگر گونه‌های سرده تفاوت دارد. برای نمونه آزالیا زیرسرده‌ای از گل صدتومانی است.